# Paul Schaap
P.A. (Paul) Schaap (Wageningen, 31 januari 1950) is een Nederlandse voormalig militair en voormalig medewerker bij een kernreactor. Tegenwoordig is hij journalist. Hij is bekend geworden als klokkenluider van de Onderzoeksreactor Petten.

## Opleiding
Na anderhalf jaar hogere tuinbouwschool in Utrecht stapte Schaap over naar de mts-elektrotechniek. Later volgde Schaap enkele vakgerichte opleidingen: Opleiding Middelbaar Elektronicus te Arnhem, Opleiding Kerntechniek (hbo) te Petten en Opleiding Stralingsdeskundige te Petten.

## Loopbaan
Na een loopbaan bij de Koninklijke Marine die hij in 1980 afsloot, ging Paul Schaap als operator op de hogefluxreactor (HFR) in Petten werken. In 1988 richtte hij samen met zijn echtgenote het nautisch-technisch pers- en publiciteitsbureau PAS Publicaties op. Naast zijn werk kon hij zo ook als freelancejournalist gaan werken. Dit kon hij overdag doen, gecombineerd met regelmatige avondploegendiensten op de reactor.

## Klokkenluider?
In 2001 heeft hij als plaatsvervangend wachtchef, na eerst tevergeefs intern aan de bel te hebben getrokken, een aantal misstanden op veiligheidsgebied via een zwartboek gemeld. Volgens eigen zeggen stuurde hij dit, op belofte van anonimiteit, naar de directeur van de Kernfysische Dienst, maar zijn naam kwam toch in de openbaarheid. Hierdoor ontstond een arbeidsconflict. Na dit conflict werd hem een andere functie binnen het bedrijf aangeboden. Die was echter niet op de reactor, maar bij de afdeling opleidingen en dus in dagdienst. Dit zou zijn werk bij zijn persbureau bemoeilijken, bovendien wilde hij graag bij de reactor blijven werken. Daarom kon hij dit bod niet accepteren. Hoewel hij van velen gelijk heeft gekregen, en sympathie en waardering in de pers heeft geoogst, heeft hij zijn baan in Petten verloren. De rechter heeft geoordeeld dat Paul Schaap geen aanspraak kan maken op de status van klokkenluider, omdat hij te weinig interne actie had ondernomen en te vroeg de publiciteit had gezocht. Hierdoor heeft hij geen basis voor terugkeer in zijn oude functie.
In 2016 werkte Schaap mee aan de documentaire Stank voor dank, waarin een aantal klokkenluiders hun verhaal doen over hun ervaringen bij het openbaar maken van misstanden bij hun werkgevers.

## Vanaf 2001
Sinds 2001 werkt Schaap fulltime voor zijn persbureau in zijn woonplaats Anna Paulowna. Hij was kandidaat op de lijst van Nederland Transparant bij de Tweede Kamerverkiezingen van 2006.